# Indopoa
Indopoa is een geslacht uit de grassenfamilie (Poaceae). De enige soort uit dit geslacht (Indopoa paupercula) komt voor in India.